# HMS Constant Reformation (1619)
Constant Reformation — английский 42-пушечный «большой корабль». Построен Эндрю Бьюррэлом на королевской верфи в Дептфорде. Спущен на воду в 1619 году.

## Служба

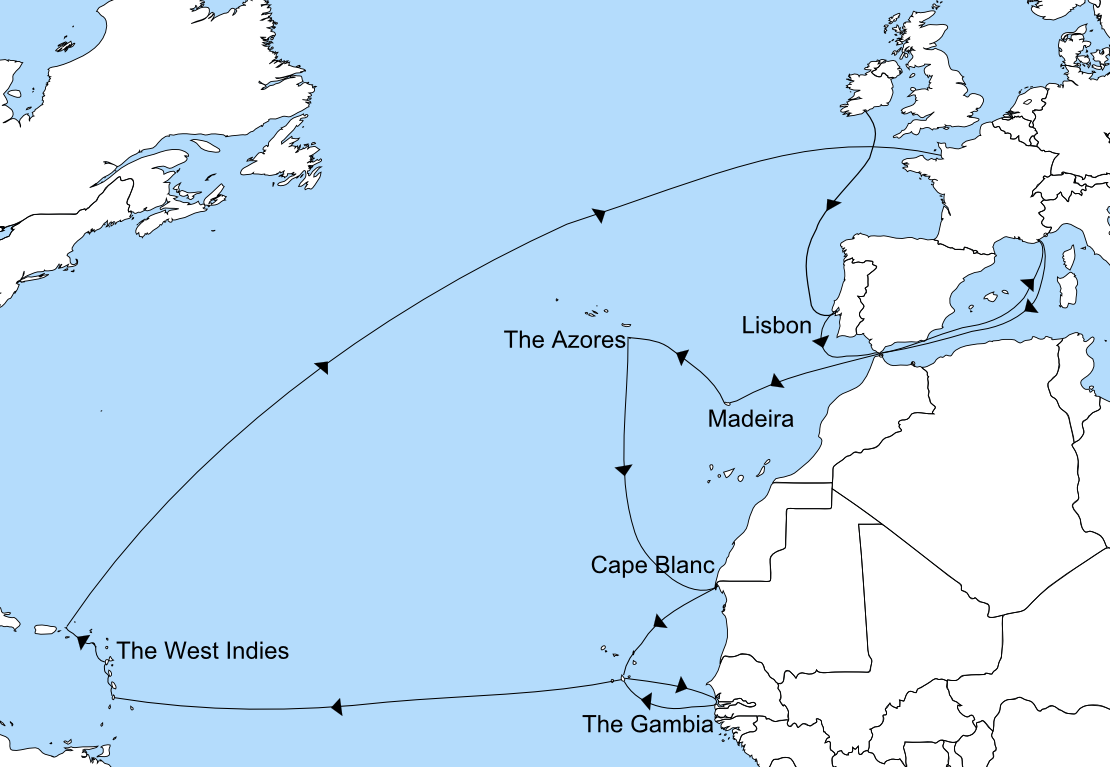
Кампания принца Руперта. 1650–1653 гг.

В 1648 году, во время Английской революции, Constant Reformation был в числе кораблей, ушедших к роялистам в Голландию. 
Участвовал в походе принца Руперта, начавшемся 17 октября 1649 года в ирландском Кинсейле. Один из двух кораблей, сумевших уйти от эскадры Роберта Блейка в Тулон. В мае 1651 года корабли Руперта направились в Вест-Индию, надеясь достичь территорий, занятых роялистами. Constant Reformation был флагманским кораблём принца. 30 сентября 1651 года вблизи Азорских островов корабль попал в шторм и затонул. Принц Руперт едва избежал гибели.